# Smile (Lily-Allen-Lied)
Smile ist ein Popsong der britischen Sängerin Lily Allen, der am 3. Juli 2006 aus ihrem Debütalbum Alright, Still ausgekoppelt wurde. Der Titel wurde von Allen, Darren Lewis und Iyiola Bablola geschrieben. Smile wurde in Großbritannien ein Nummer-eins-Hit.

## Inhalt
Das Lied handelt von Untreue und Rache. Allen schlüpft in die Rolle einer betrogenen Frau, die sich mit Hilfe von Komplizen an ihrem Ex-Partner, im zugehörigen Video gespielt von Elliott Jordan, rächt.

„At first, when I see you cry

yeah, it makes me smile, yeah, it makes me smile

At worst, I’m feeling bad for a while

But then I just smile, I go ahead and smile“

## Musikvideo
Das Musikvideo zu Smile wurde am 3. Juli 2006 veröffentlicht, Regie führte Sophie Muller. Im Video bezahlt Allen eine Gruppe von Kriminellen dafür, ihren Ex-Freund zu verletzen und seine Sachen zu zerstören. In dessen Wohnung zerstören sie auch seine Schallplatten, die er als DJ benötigt. Später wurde das Video vom amerikanischen Sender MTV gesperrt, weil das darin vorkommende Wort „Fuck“ nicht kindgerecht sei. Allen reagierte darauf verständnislos: „Die Kinder werden nicht zu schnell erwachsen, nur weil sie das Wort ‚Fuck‘ hören. Außerdem – die Videos von Paris Hilton oder von den Pussycat Dolls sind auch erlaubt, obwohl die sich dort sowieso immer nur ausziehen!“

## Liveauftritte
Lily Allen sang den Song oft live, sowohl während ihrer Konzerttour Still, Alright? im Jahr 2007 als auch während ihrer 2009er Tournee It’s Not Me, It’s You World Tour. Beim Festival South to Southwest! erzählte Allen, sie sei schon „krank“ von dem Song, weil sie ihn schon so oft gesungen habe.

## Titelliste
- CD-Single

1. Smile – 3:17
2. Smile (Gutter Mix) – 2:59

- Maxi-Single

1. Smile – 3:17
2. Cheryl Tweedy – 3:15
3. Absolutely Nothing – 4:02
4. Smile (Musikvideo) – 3:14

## Kommerzieller Erfolg

### Chartplatzierungen
Smile debütierte auf Platz 13 in den UK Singles Charts. Am 15. Juli stieg der Song auf Platz eins der britischen Charts, verdrängte somit den Song Hips Don’t Lie von Shakira und verbrachte zwei Wochen an der Spitze. Im Vereinigten Königreich konnte das Lied über 40.000 Einheiten verkaufen. In den Vereinigten Staaten schaffte es Smile auf Platz 49 der Charts, in Deutschland schaffte es das Lied nur auf Platz 67.
| ChartsChartplatzierungen       | Höchstplatzierung | Wochen |
| ------------------------------ | ----------------- | ------ |
| Deutschland (GfK)              | 67 (9 Wo.)        | 9      |
| Österreich (Ö3)                | 39 (11 Wo.)       | 11     |
| Schweiz (IFPI)                 | 21 (26 Wo.)       | 26     |
| Vereinigte Staaten (Billboard) | 49 (12 Wo.)       | 12     |
| Vereinigtes Königreich (OCC)   | 1 (37 Wo.)        | 37     |

| ChartsJahrescharts (2006)    | Platzierung |
| ---------------------------- | ----------- |
| Schweiz (IFPI)               | 87          |
| Vereinigtes Königreich (OCC) | 11          |

### Auszeichnungen für Musikverkäufe
| Land/Region                  | Auszeichnungen für Musikverkäufe (Land/Region, Auszeichnung, Verkäufe) | Verkäufe  |
| ---------------------------- | ---------------------------------------------------------------------- | --------- |
| Neuseeland (RMNZ)            | 2× Platin                                                              | 60.000    |
| Vereinigte Staaten (RIAA)    | Gold                                                                   | 500.000   |
| Vereinigtes Königreich (BPI) | Platin                                                                 | 1.200.000 |
| Insgesamt                    | 1× Gold · 3× Platin ·                                                  | 1.460.000 |